# Военный министр Великобритании
Военный министр Великобритании или государственный секретарь по делам войны (англ. Secretary of State for War) — политическая должность в британском правительстве, существовавшая с 1794 по 1801 год и с 1854 по 1964 год. Военный министр возглавлял военное министерство, и ему помогали парламентский заместитель военного министра, парламентский личный секретарь, который также был членом парламента, и секретарь по делам армии, который был генералом.

## История
Должность военного министра впервые занял Генри Дандас, который был назначен в 1794 году. В 1801 году эта должность стала называться министр по военным и колониальным делам. Должность военного министра была восстановлена в 1854 году, когда в качестве отдельной должности был создан пост министра колоний.
В XIX веке этот пост дважды занимал будущий премьер-министр Генри Кэмпбелл-Баннерман. В начале Первой мировой войны эту роль исполнял премьер-министр Герберт Асквит, но он быстро назначил лорда Китченера, который прославился, находясь на этом посту, благодаря плакату «Лорд Китченер хочет тебя» . Его сменил Дэвид Ллойд Джордж, который впоследствии стал премьер-министром. В межвоенный период этот пост два года занимал будущий премьер-министр Уинстон Черчилль.
В 1946 году три должности: военный министр, первый лорд Адмиралтейства и министр авиации были официально подчинены министру обороны, должность которого была создана в 1940 году для координации вопросов обороны и безопасности.
В 1960-х годах Джон Профьюмо занимал этот пост во время дела Профьюмо.
1 апреля 1964 года с созданием нового объединенного министерства обороны Великобритании во главе с государственным секретарём (министром) обороны три должности министров, а также должность министра обороны, созданная в 1940 году, были упразднены.